# Немезий
Неме́зий (др.-греч. Νεμέσιος, точнее Немесий; fl. ок. 390 года), философ-неоплатоник, представитель Александрийской школы неоплатонизма.
Немезий известен только по своему трактату «О природе человека», который посвящён разъяснению сущности человека. Немезий стоит на точке зрения традиционного александрийского неоплатонизма, то есть на точке зрения демиургической теории, лишенной анализа сверхсущего первоединства. Значительная часть трактата посвящена анализу отдельных психических способностей, который с точки зрения собственно неоплатонизма интереса не представляет.
В заключительных главах трактата Немезий рассуждает о судьбе. Если человеку не удается поступать так, как велит ему свободный разум, и даже если вообще существуют пороки и преступления, то все совершается по усмотрению провидения. Провидение заботится о судьбе человека и всех людей вообще; и поэтому если, например, совершено преступление, это значит, что оно в том или ином смысле для человека необходимо (как, например, и для убийцы и для убиваемого). Провидение, в отличие от беспринципно действующей судьбы, действует только для конечного торжества человека как свободного разума, потому что и само провидение есть свободный разум.
В рассуждениях Немезия о свободе человека прослеживается влияние новых идей о личности, в отличие от теории безличных и безответственно действующих природы и судьбы. Однако, эту идею личности не только абсолютной, но и относительной Немезий пока ещё не формулирует «сознательно» и однозначно. Тем не менее, трактат представляет собой примечательную попытку создания антропологической системы с точки зрения новой христианской философии. Моисей и Апостол Павел сравниваются с Аристотелем и Менандром; явно влияние доктрины Платона о пред-существовании и метемпсихозе. Иоанн Дамаскин и схоластики, включая Альберта Великого и Фому Аквинского, ставили трактат Немезия очень высоко (полагая, что он был написан Григорием Нисским, с которым у Немезия много общего).